# 떤부-락후옌 대교

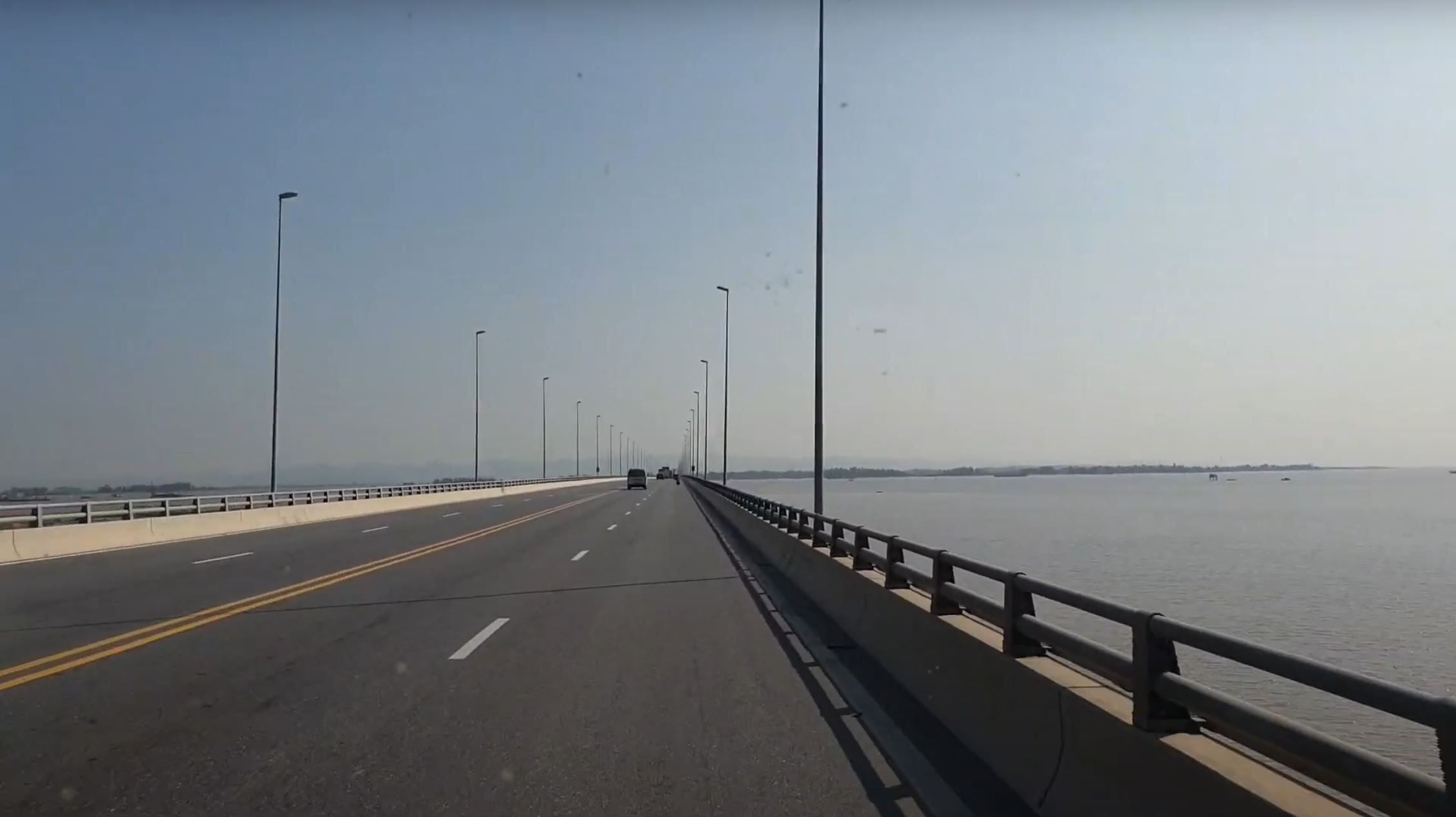

떤부-락후옌 대교(베트남어: Cầu Tân Vũ – Lạch Huyện / 梂新武 - 瀝縣)는 베트남 하이퐁과 깟하이를 연결하는 길이 5.44km의 베트남에서 가장 긴 교량이며, 동남아시아에서도 가장 긴 해상 교량 중 하나이다. 딘부-깟하이 해상도로(Cầu vượt biển Đình Vũ – Cát Hải) 또는 떤부-락후옌 해상대교 등으로도 불린다. 이 해상 교량의 폭은 29.5m이며, 4차선(동력 차량은 2차선, 초보 차량 2차선)으로 되어 있다. 다리는 시속 80km 속도로 주행하도록 설계되었다. 다리 자체의 길이는 5.44km이며, 총연장 15.63km에 이르는 떤부-락후옌 고속도로 프로젝트의 일부이기도 하다. 응우옌떤중이 2014년 2월 15일에 착공하여, 2017년 9월 2일에 완공하도록 명령 받았다.

## 같이 보기
- 떤부-락후옌 고속도로